# Przejście graniczne Szczecin Gumieńce-Grambow
Przejście graniczne Szczecin Gumieńce-Grambow – istniejące do 2007 polsko-niemieckie kolejowe przejście graniczne, położone w województwie zachodniopomorskim, w powiecie polickim, w gminie Dobra (Szczecińska).

## Opis
Przejście graniczne Szczecin Gumieńce-Grambow z miejscem odprawy granicznej po stronie polskiej na stacji Szczecin Gumieńce oraz po stronie niemieckiej na stacji Grambow oraz na trasie przejazdu pociągu Szczecin Gumieńce-Grambow, czynne było przez całą dobę. Dopuszczone było przekraczanie granicy dla ruchu osobowego i towarowego oraz małego ruchu granicznego. Kontrolę graniczną osób, towarów i środków transportu wykonywała kolejno: Graniczna Placówka Kontrolna Straży Granicznej w Szczecinie-Porcie, Graniczna Placówka Kontrolna Straży Granicznej w Kołbaskowie, Placówka Straży Granicznej w Kołbaskowie.
21 grudnia 2007 na mocy układu z Schengen przejście graniczne zostało zlikwidowane.

### Przejście graniczne z NRD
W okresie istnienia Niemieckiej Republiki Demokratycznej (NRD) funkcjonowało w tym miejscu polsko-niemieckie kolejowe przejście graniczne Szczecin Gumieńce-Grambow. Czynne było przez całą dobę. Dopuszczone było przekraczanie granicy dla ruchu osobowego i towarowego. Kontrolę graniczną osób, towarów i środków transportu wykonywała kolejno: Graniczna Placówka Kontrolna Bobolin, Graniczna Placówka Kontrolna Szczecin-Gumieńce.
Obecnie przez przejście koleje niemieckie Deutsche Bahn uruchamiają pociągi kategorii Regional-Express w relacji Szczecin Główny–Lübeck Hauptbahnhof.

## Galeria

Przejście graniczne Szczecin Gumieńce-Grambow
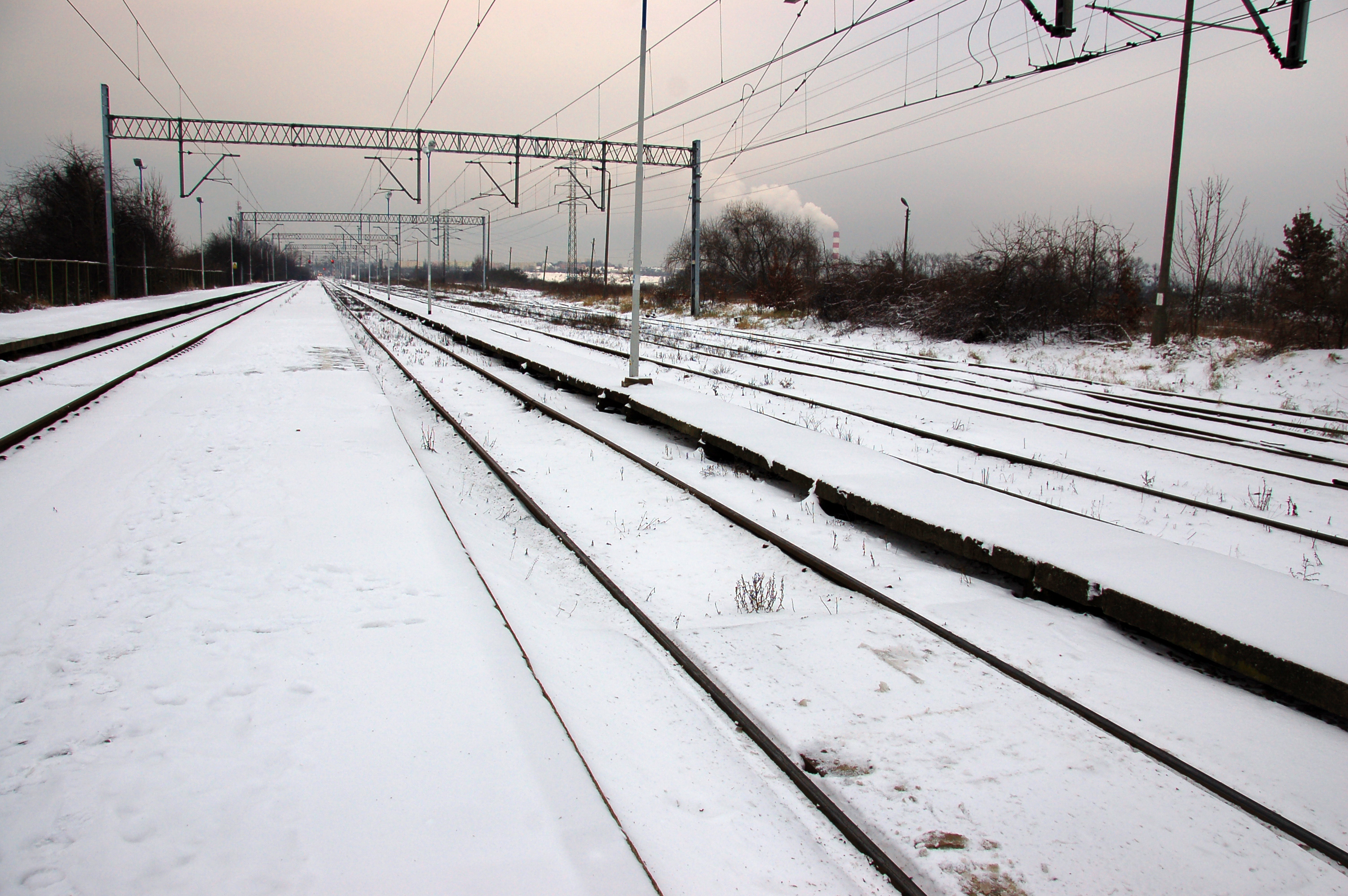
Stacja kolejowa Szczecin Gumieńce – miejsce odprawy granicznej po stronie polskiej (grudzień 2010)
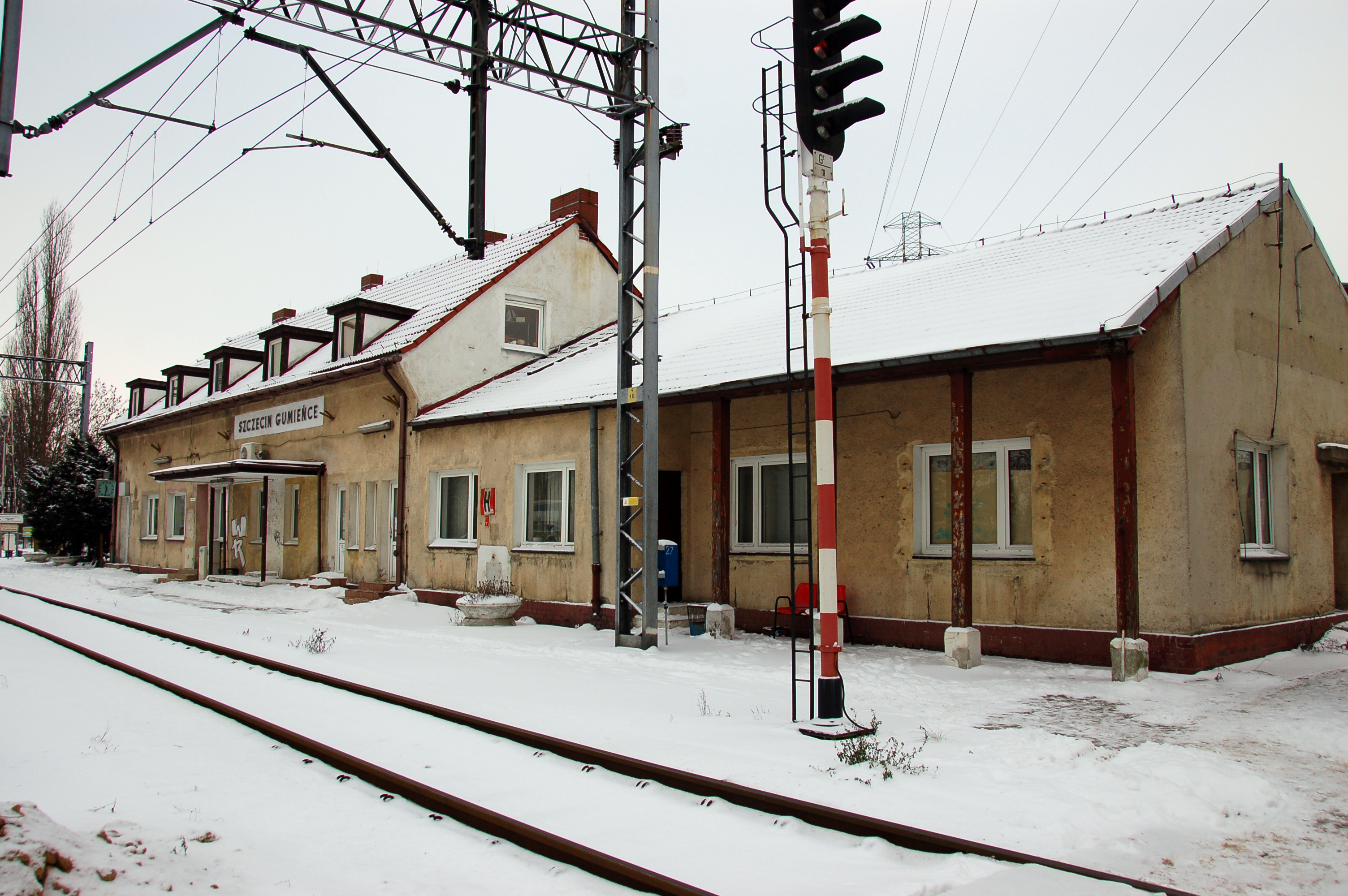
Stacja kolejowa Szczecin Gumieńce (grudzień 2010)